# Ap Ma jezik
Ap Ma jezik (ap ma botin, botin, kambot, karaube; ISO 639-3: kbx), papuanski jezik ramu-donjosepičke porodice, kojim govori 7 000 ljudi (1990 UBS) u provinciji East Sepik, Papua Nova Gvineja.
Jedini je predstavnik skupine kambot. Dijalekt: kambaramba. Piše se latinicom

## Vanjske poveznice
- Ethnologue (14th)
- Ethnologue (15th)